# 释德禅
释德禅（1907年—1993年），原名刘二和，河南登封人，童年曾到少林寺出家，後歷任中国佛教协会理事，河南省佛教协会副会长。

## 经历
- 1916年入嵩山少林寺，师從素光禅师，对佛学、易学均有研修。
- 1924年曾任会善寺监院及僧医。
- 1949年中華人民共和國成立後任县卫生协会委员。
- 1965年被派往少林寺任住持。
- 1986年12月，政府工作組進住少林寺，德禪住持退休，稱名譽方丈。行正大師接任少林寺方丈（1987年8月圓寂）。
- 1993年3月，德禪方丈圓寂，当时由素喜大和尚担任住持，並兼任少林寺民主管理委員會主任，印松和永乾法師是副主任。